# Hammarlands kyrka
Hammarlands kyrka eller S:ta Catharina kyrka är en medeltida kyrkobyggnad i Hammarland på Åland. Den uppfördes under slutet av 1200-talet och är tillägnad Katarina av Alexandria. Kyrkan tillhör Hammarlands församling i Borgå stift inom Evangelisk-lutherska kyrkan i Finland.

## Historia
Kyrkan ligger nära den gamla postvägen och intill gravfältet Kjusan. Efter reformationen försummades kyrkan under en längre tid. Den har drabbats av flera bränder, bland annat omkring år 1440 och senast i februari 2010.

## Kyrkobyggnaden
Långhuset uppfördes i slutet av 1200-talet. Tornet byggdes i början av 1300-talet och har en ovanlig placering i söder. Det fungerade som både vapenhus och kapell, med ett altare tillägnat Sankt Olof.
Under tidigt 1400-tal förlängdes långhuset med ett nytt kor. En brand inträffade under byggtiden. Tornhuven förnyades på 1600-talet men behöll sin medeltida karaktär. Under 1800-talets första hälft förstorades fönstren och nya togs upp i norr och väster.

## Målningar
I mitten av 1400-talet dekorerades koret med slingerornamentik. Vid en arkeologisk utgrävning 1913 togs målningarna fram igen. Den enda bevarade figurmålningen finns väster om korets nordfönster. Den föreställer Judas Taddaios med dubbelkors och språkband.

## Inventarier
- En rikt utsmyckad dopfunt från 1200-talet (så kallad paradisdopfunt).
- Fragment av en biskopsstol från 1650-talet.

## Orgel
- 1857 fick kyrkan sin första orgel.
- 1865 byggdes en ny orgel av Frans Anderson.
- Omkring 1947 tillverkade Kangasala orgelbyggeri en orgel med 14 stämmor.
- 1977 byggde Hans Heinrich den nuvarande orgeln.[3]

### Disposition
| Huvudverk (I) C–g³   | Svällverk (II) C–g³ | Pedal C–f¹  | Koppel |
| -------------------- | ------------------- | ----------- | ------ |
| Principal 8’         | Holzgedackt 8’      | Subbas 16’  | I/P    |
| Rohrflöte 8’         | Koppelflöte 4’      | Gemshorn 8’ | II/P   |
| Oktava 4’            | Principal 2’        | Pommer 4’   | II/I   |
| Spitzflöte 4’        | Larigot 1 1/3’      |             |        |
| Schwiegel 2’         | Tremolo             |             |        |
| Mixtur 4–5 ch 1 1/3’ |                     |             |        |
| Trompete 8’          |                     |             |        |